# Daisy (Georgia)
Daisy es un pueblo ubicado en el condado de Evans en el estado estadounidense de Georgia. En el censo de 2000, su población era de 126.

## Demografía
En el 2000 la renta per cápita promedia del hogar era de $24,167, y el ingreso promedio para una familia era de $24,722. El ingreso per cápita para la localidad era de $47,166. Los hombres tenían un ingreso per cápita de $46,250 contra $15,313 para las mujeres.

## Geografía
Daisy se encuentra ubicado en las coordenadas 32°9′0″N 81°50′9″O / 32.15000, -81.83583 (32.150060, -81.835823).
Según la Oficina del Censo, la localidad tiene un área total de 2,7 km² (1 mi²), de la cual 2,6 km² (1 mi²) es tierra y 0,1 km² (0 mi²) (3.70%) es agua.